# Putnam megye (Tennessee)
Putnam megye az Amerikai Egyesült Államokban, azon belül Tennessee államban található. Megyeszékhelye és legnagyobb városa Cookeville. Lakosainak száma 79 854 fő (2020. április 1.). Putnam megye Overton, DeKalb, Fentress, Cumberland, White, Smith és Jackson megyékkel határos.

## Népesség
A megye népességének változása:
| Lakosok száma | 72 547 | 72 836 | 73 022 | 73 525 | 74 553 | 79 854 |
|               | 2010   | 2011   | 2012   | 2013   | 2015   | 2020   |